# 德州 (辽朝)
德州，辽朝到金朝设置的州。
德州是辽圣宗开泰八年（1019年）到遼兴宗重熙七年（1038年）之间，升云州宣德县设置德州昭圣军刺史，隶属大同节度使，治所在宣德县（今内蒙古凉城縣东北50里麦胡图镇）。金太祖天辅六年（1122年）被金朝奪得，废除德州，宣德县属大同府，金世宗大定八年（1168年），宣德县改为宣宁县。